# Gangs of New York: Music from the Miramax Motion Picture
Gangs of New York: Music from the Miramax Motion Picture – ścieżka dźwiękowa do filmu z 2002 roku, pt. Gangi Nowego Jorku. 

## Lista utworów
1. "Brooklyn Heights" 1 (Howard Shore) – 2:16
2. Afro Celt Sound System - "Dark Moon, High Tide" (Simon Emmerson, Davy Spillane, Martin Russell) – 4:06
3. Silver Leaf Quartet - "Gospel Train" (traditional) – 2:30
4. U2, Sharon Corr i Andrea Corr - "The Hands That Built America" (Bono, The Edge, Adam Clayton, Larry Mullen, Jr.) – 4:35
5. Othar Turner i The Rising Star Fife and Drum Band - "Shimmy She Wobble" (Othar Turner) – 3:37
6. Sidney Stripling - "Breakaway" – 3:32
7. Peter Gabriel - "Signal to Noise" – 7:32
8. Finbar Furey - "New York Girls" – 4:03
9. Jimpson and Group - "The Murderer's Home" – 0:47
10. Jocelyn Pook - "Dionysus" – 4:52
11. "Brooklyn Heights" 2 – 2:00
12. Mariano De Simone - "Morrison's Jig/Liberty" – 1:46
13. Shu-De - "Durgen Chugaa" – 0:53
14. Vittorio Schiboni, Massimo Giuntini, Rodrigo D'Erasmo i Mariano De Simone - "Unconstant Lover" – 2:34
15. Vittorio Schiboni, Massimo Giuntini, Rodrigo D'Erasmo i Mariano De Simone - "Devil's Tapdance" – 1:47
16. Anxi Jiang - "Beijing Opera Suite" (Da-Can Chen) – 3:27
17. Linda Thompson - "Paddy's Lamentation" – 2:53
18. "Brooklyn Heights" 3 – 3:15

## Muzyka dodatkowa
- Davy Spillane - "Lament for the Dead of the North"
- Badara N'Diaye - "Koukou Frappe"
- The Dhol Foundation - "Drummer's Reel"
- Beatrice Pradella, Marco Libanori i Angelo Giuliani - "Lilly Bell Quickstep"
- Jimmie Strothers - "Poontang Little, Poontang Small"
- Alabama Sacred Harp Convention - "Hallelujah/Amazing Grace"
- Nathan Frazier & Frank Patterson - "Dan Tucker"
- "The Last Rose of Summer"
- Sonny Terry - "New Careless Love"
- Afro Celt Sound System - "Saor-Free"
- Eileen Ivers - "Lament for Staker Wallace"
- Paul Hewson - "Báidín Fheidhlimí"
- Dan Costescu - "Pigeon on the Gate"
- Franco D'Aniello, Marco Libanori i Angelo Giuliani - "The White Cockade"
- Piergiorgio Ambrosi - "A Mighty Fortress Is Our God"
- Jeff Atmajian - "Cantata"
- David Fanshawe - "Pakwach Acholi Bwala Dance"
- Franco D'Aniello, Marco Libanori i Angelo Giuliani - "Belle of the Mohawk Vale"
- Francesco Moneti - "Uncle Tom's Religion"
- Mary Black - "Paddy's Lamentation"
- Mariano De Simone, Beatrice Pradella, Alessandro Bruccoleri i Lauren Weiss - "Massa Juba"
- Ke-Wei Zhang - "Leaving Home"
- Dr. Hukwe Zawose - "Chilumi"
- Anna De Luca, Alessandro Bruccoleri i Giuseppe Salvagni - "Garry Owens Jig"
- The Rising Star Fife and Drum Band - "Late at Midnight, Just a Little 'Fore Day"
- Ike Caudill - "Guide Me O Thou Great Jehovah"
- Jeff Johnson, Brian Dunning, John Fitzpatrick, Gregg Williams & Tim Ellis - "Vows"
- The Chieftains - "Kerry Slides"